# Sutra del Loto: XXVI capitolo
In quel momento il bodhisattva Bhaiṣajyarāja (Re della Medicina) si inchinò di fronte al Buddha Śākyamuni e, giungendo le mani, gli domandò quale fosse il merito di colui che avesse conservato dentro di sé, o in un libro, la dottrina del Sutra del Loto. Il  Buddha Śākyamuni gli rispose che i meriti di questo devoto sarebbero stati infinitamente superiori a coloro che avessero fatto offerte a miriadi di buddha.
Allora il bodhisattva Bhaiṣajyarāja (Re della Medicina) disse al Buddha Śākyamuni che avrebbe offerto le seguenti dhāraṇī per la protezione di coloro che avessero conservato dentro di sé, o in un libro,  la dottrina del Sutra del Loto:
Anche il bodhisattva Pradānaśūra (Donatore Coraggioso) si offerse di pronunciare le seguenti dhāraṇī  a protezione dei devoti del Sutra del Loto:
Allo stesso modo  il rāja celeste di nome Vaiśravaṇa si offerse di pronunciare le seguenti dhāraṇī  a protezione dei devoti del Sutra del Loto:
Così il rāja celeste di nome Virūḍaka (Sostegno della Nazione), circondato e servito da una schiera di kumbhāṇḍa, pronunciò le seguenti dhāraṇī a protezione dei devoti del Sutra del Loto:
Così anche le dieci rākṣasī  Lambā, Vilambā, Kūṭadantī (Denti Storti), Puṣpadantī (Denti Fioriti), Makuṭadantī (Denti Neri), Keśinī (Capelli Numerosi), Acalā (Insaziabile),  Mālādhārī (Portatrice della Collana), Kuntī, Sarvasattvojohārī (Ladra della Vita degli Esseri Viventi), insieme ad Hārītī, madre delle fanciulle demòni, pronunciarono le seguenti dhāraṇī a protezione dei devoti del Sutra del Loto, incantesimi per la loro protezione e  maledizioni per i loro persecutori:
Il Buddha Śākyamuni le approvò affermando che se avessero protetto i devoti del Sutra del Loto il loro merito sarebbe risultato immenso.
Allora sessantottomila convenuti compreserò la verità della non-nascita.